# Episodi de I Tudors (prima stagione)
La prima stagione della serie televisiva I Tudors, composta da 10 episodi, è stata trasmessa sul canale statunitense via cavo Showtime dal 1º aprile 2007 al 10 giugno 2007.
In Italia, è stata trasmessa in prima visione assoluta dal 24 aprile al 22 maggio 2008 su Mya di Mediaset Premium.
È stata trasmessa in chiaro dal 10 luglio al 31 luglio 2008 su Canale 5. È stata replicata dal 4 agosto al 1º settembre 2011 su Fox Life.
| nº | Titolo originale        | Prima TV USA   | Prima TV Italia |
| -- | ----------------------- | -------------- | --------------- |
| 1  | In Cold Blood           | 1º aprile 2007 | 24 aprile 2008  |
| 2  | Simple Henry            | 8 aprile 2007  | 24 aprile 2008  |
| 3  | Wolsey, Wolsey, Wolsey! | 15 aprile 2007 | 1º maggio 2008  |
| 4  | His Majesty, the King   | 22 aprile 2007 | 1º maggio 2008  |
| 5  | Arise My Lord           | 29 aprile 2007 | 8 maggio 2008   |
| 6  | True Love               | 6 maggio 2007  | 8 maggio 2008   |
| 7  | Message to the Emperor  | 13 maggio 2007 | 15 maggio 2008  |
| 8  | Truth and Justice       | 20 maggio 2007 | 15 maggio 2008  |
| 9  | Look to God First       | 3 giugno 2007  | 22 maggio 2008  |
| 10 | The Death of Wolsey     | 10 giugno 2007 | 22 maggio 2008  |

## In Cold Blood
- Diretto da Charles McDougall e Steve Shill
- Scritto da Michael Hirst

Lo zio di Enrico VIII, ambasciatore ad Urbino, viene assassinato dai francesi ed il Re coglie l'occasione per pianificare una guerra contro la Francia, al fine di ristabilire la sua immortale reputazione e riconquistare il titolo di Re di Francia. Più interessato alle sue stesse ambizioni, il Lord Cancelliere in carica, il Cardinale Wolsey, manipola il giovane reggente per proporre un "Trattato di pace universale" con la Francia. Tommaso Moro, insegnante ed umanista di Enrico, è a favore del trattato e convince abilmente un riluttante Enrico ad abbandonare i suoi piani di guerra. Un vertice si svolgerà in Francia e, contro l'espressa volontà di Caterina, la figlia Maria verrà promessa sposa al Delfino di Francia, ambedue ancora bambini. Nel frattempo, Enrico ha un pericoloso rivale al trono nel Duca di Buckingham, lord Stafford, imparentato con Enrico per una linea di sangue relativa ai Re predecessori. Buckingham complotta per uccidere Re Enrico e, quindi, per conquistare il trono per sé stesso, cercando di coinvolgere Tommaso Bolena ed il Duca di Norfolk nel suo piano. Le bellissime figlie di Bolena, Maria ed Anna, si preparano a incontrare re Enrico; nel frattempo, Enrico scopre che Lady Elizabeth Blount, la sua amante ed una delle dame della regina, è incinta di suo figlio.

## Simple Henry
- Diretto da Charles McDougall
- Scritto da Michael Hirst

Con l'incoraggiamento di Tommaso Moro, Re Enrico si prepara a incontrare Francesco di Valois, Re di Francia, per firmare il trattato di pace proposto dal Cardinale Wolsey. Enrico aveva promesso la mano di sua figlia, la Principessa Maria, al Delfino di Francia, entrando così in conflitto con la sua regina, Caterina d'Aragona. In Francia, frattanto, Tommaso Bolena spinge la figlia maggiore Maria Bolena a finire nel letto di Enrico, nel tentativo di ottenere il favore del Re per la sua famiglia. Il Duca di Buckingham complotta contro il Re, rivendicando il suo pieno diritto al trono di Enrico Tudor, reputandosi un reggente migliore; ma il suo occulto progetto è tradito da Tommaso Bolena, che lo denuncia, portando così il Duca a venire arrestato e poi giustiziato. Caterina d'Aragona, intanto, continua a pregare per dare ad Enrico un figlio maschio vivo e sano; ma Re Enrico pone il problema teologico di aver sposato la moglie di suo fratello Arturo e si chiede se la sua mancanza di figli non possa che essere la punizione di Dio. C'è una grande festa a palazzo, mentre Lady Elizabeth Blount dà alla luce il figlio illegittimo di Enrico, il dolore di Caterina. Quando Re Enrico perde interesse per Maria Bolena dopo poco tempo, il padre Tommaso si rivolge a sua figlia minore, Anna, per sostituirla.

## Wolsey, Wolsey, Wolsey!
- Diretto da Steve Shill
- Scritto da Michael Hirst

Dato che il cardinale Wolsey ha perso la possibilità di diventare Papa per la decisione di Re Enrico di andare in guerra contro la Francia, egli opta per un nuovo accordo con la Spagna e Carlo, il nipote della regina Caterina nonché Imperatore del Sacro Romano Impero, cosa che gli offre nuove speranze. Tommaso Moro viene intanto nominato cavaliere da Enrico ed incaricato di bruciare qualsiasi copia della "eresia" luterana che riesca a trovare, una richiesta che ovviamente fa soffrire spiritualmente Moro (egli rispetta ed ammira Lutero, anche se lo considera un eretico). L'impegno della principessa Maria nello sposare il Delfino di Francia viene interrotto in favore di un matrimonio combinato con il più vecchio Carlo di Spagna, mentre la sorella maggiore di Enrico, la principessa Maria Tudor, sposerà l'anziano Re del Portogallo. Charles Brandon, amico di Enrico da lungo tempo, viene nominato Duca di Suffolk dallo stesso Re, al fine di per poter scortare la sorella in Portogallo. Nel frattempo, Anna Bolena incontra Enrico faccia a faccia per la prima volta durante una mascherata, lasciandogli una forte impressione dopo questo incontro.

## His Majesty, the King
- Diretto da Steve Shill
- Scritto da Michael Hirst

Come ricompensa per la sua denuncia di Martin Lutero nel suo libro, la Difesa dei Sette Sacramenti, il Papa battezza Enrico "Difensore della fede", ma una scaramuccia con la morte, evitata per un pelo durante un'uscita a cavallo, fa sì che il Re desideri cercare una soluzione al suo problema di mancanza di un erede maschio al trono. Carlo V sconfigge Francesco I e cattura quest'ultimo nella battaglia di Pavia. La principessa Maria, molto riluttante, sposa il decrepito Re del Portogallo, ma l'unione ha vita breve; Il desiderio di Enrico per Anna Bolena si intensifica. Dopo aver fatto arrestare il segretario del Re come presunta spia francese, Wolsey lo sostituisce con il suo protetto, un accorto plebeo di nome Thomas Cromwell.

## Arise My Lord
- Diretto da Brian Kirk
- Scritto da Michael Hirst

Re Enrico rimane sbalordito da un rovesciamento nella sua alleanza con l'Imperatore Carlo ed è costretto a cercare altrove un sostegno europeo per l'Inghilterra, mentre Anna Bolena rifiuta l'offerta del Re di assegnazione dello stato di Signora, infiammando così il suo desiderio di sposarla. Frattanto, l'alleanza di Caterina d'Aragona con Carlo si rafforza ed il suo odio per il cardinale Wolsey si intensifica. Wolsey, intanto, esorta a fare appello a Papa Clemente VII, perché non tutti i vescovi inglesi approvano l'annullamento del matrimonio di Enrico con Caterina. Charles Brandon e la neo-vedova Maria si sposano segretamente, evento che, quando viene scoperto, fa infuriare enormemente il Re, il quale li fa bandire entrambi dalla Corte Reale. Enrico conferisce titolo di Duca e relativi possedimenti al proprio figlio bastardo FitzRoy, ma rimane col cuore spezzato quando egli muore solo poche settimane dopo. Nel frattempo, Roma viene saccheggiata da Carlo V.

## True Love
- Diretto da Brian Kirk
- Scritto da Michael Hirst

Man mano che Re Enrico acquisisce fiducia in sé stesso, cresce anche il suo scontento per il modo in cui la Chiesa Cattolica gestisce la richiesta di annullamento del suo matrimonio con Caterina d'Aragona . Di conseguenza, la posizione del cardinale Wolsey si va sempre più indebolendo, rendendolo vulnerabile ai suoi nemici. Dopo aver restaurato l'antica alleanza di Re Enrico con il Re francese Francesco, Wolsey tenta di convocare un conclave dei Cardinali in Francia, oltre la portata dell'influenza dell'Imperatore Carlo, per decidere in merito al divorzio tra i reali d'Inghilterra. Ma i Cardinali si rifiutano di addivenire all'incontro su ordine del Papa, che rimane prigioniero dell'Imperatore Carlo. In cambio della garanzia del suo ritorno alla Corte Reale e della riconciliazione con il Re, Charles Brandon, con riluttanza, stringe un'alleanza con il Duca di Norfolk e la famiglia Bolena.

## Message to the Emperor
- Diretto da Alison Maclean
- Scritto da Michael Hirst

William Compton, caro amico di Re Enrico, muore della "malattia del sudore" presso Compton Wynyates, la sua casa nel Warwickshire. Mentre Re Enrico VIII riceve notizie positive circa l'andamento della sua guerra contro l'Imperatore Carlo, il morbo si diffonde come un violento ed esteso incendio. Enrico fugge dal palazzo reale e scappa via anche da Londra, iniziando poi a dubitare del futuro e della propria capacità di governare il paese. Nel frattempo, sia Anna Bolena che il cardinale Wolsey sono colpiti dalla malattia, ma guariscono. Wolsey manda suoi agenti al Papa in esilio, chiedendogli di prendere una decisione favorevole sulla "Grande Questione" (del divorzio) di Enrico, ma Papa Clemente, per tutta risposta, manda in Inghilterra il suo legato papale, il Cardinale Lorenzo Campeggio, a prendere una decisione definitiva di comune accordo con Wolsey.

## Truth and Justice
- Diretto da Alison Maclean
- Scritto da Michael Hirst

Il legato del papa , il Cardinal Campeggio, arriva per ascoltare il caso del divorzio di Re Enrico VIII da Caterina d'Aragona. Il cardinale Wolsey mette in soggezione Campeggio dicendogli che, se egli non concederà al Re l'agognato divorzio, l'autorità papale in Inghilterra verrà annientata.
Wolsey ha assicurato ad Enrico che il divorzio sarà concesso, ma il Papa e Campeggio non sono così facilmente influenzabili. Con un'ultima e disperata mossa, Wolsey implora la regina Caterina di rinunciare al matrimonio entrando in convento, ma ella alla fine rifiuta. A questo punto, il cerchio dei nemici di Wolsey si allarga; Anna Bolena insinua ulteriori dubbi su Wolsey nella mente di Enrico, il quale, molto presto, arriva a minacciare Campeggio sia dal punto di vista politico sia nella sua incolumità fisica. Una corte legatizia si riunisce presso la chiesa di Blackfriar e, qui, sia Re Enrico che la Regina Caterina sostengono le loro rispettive ragioni.

## Look to God First
- Diretto da Ciaran Donnelly
- Scritto da Michael Hirst

Il processo legatizio sulla legittimità del matrimonio di Re Enrico con Caterina continua, nonostante il rifiuto della Regina di parteciparvi; ma, improvvisamente, l'inviato papale riceve un avviso di ritorno a Roma e, qui, espone le prove raccolte al giudizio della Curia Romana. Il Papa procrastina ed Enrico, spronato dai cospiratori Tommaso Bolena, il Duca di Norfolk e Charles Brandon, spoglia Wolsey di ogni potere temporale e delle sue proprietà, lo mette al bando dalla Corte Reale e gli ordina di riprendere il suo vecchio (ed ormai unico) ruolo di Arcivescovo di York . Su ordine di Re Enrico, Tommaso Moro, con riluttanza, accetta di succedere a Wolsey come Cancelliere del Regno. Intanto Anna Bolena, incoraggiata dal suo alleato Thomas Cromwell (il segretario personale del Re), chiede opportunamente ed in modo sottile al Re di riappropriarsi del tema del Luteranesimo. Wolsey chiede aiuto a Cromwell, ma quest'ultimo, seppur con riluttanza, volta le spalle al suo ex-mentore. Alla fine, Margaret Tudor muore di tubercolosi ed il suo vedovo, Charles Brandon, mostra un sincero pentimento per la sua infedeltà coniugale presso il letto di morte di sua moglie.

## The Death of Wolsey
- Diretto da Ciaran Donnelly
- Scritto da Michael Hirst

Wolsey, che ora agisce esclusivamente come arcivescovo di York e vive in relativa povertà, chiede inizialmente supporto ad Anna Bolena, dalla quale viene ripudiato, e poi scrive invece alla regina Caterina, cercando di ottenere il suo sostegno. Tommaso Moro usa i suoi nuovi poteri di Cancelliere del Regno ed inizia a perseguitare attivamente diversi eminenti seguaci del Luteranesimo, condannandone ben sei a bruciare sul rogo, causando la rabbia di Thomas Cromwell. Re Enrico trova i suoi nuovi consiglieri privati meno abili di quanto fosse Wolsey nel gestire il paese e, quindi, minaccia di reintegrare il cardinale al suo vecchio posto, spronando Norfolk e Suffolk a trovare un modo per "porre fine" al problema di Wolsey. Enrico ha anche trovato elementi di suo gradimento negli insegnamenti di Lutero ed invia Cromwell presso varie facoltà di teologia europee, con la speranza di ottenere delle opinioni favorevoli alla sua richiesta di divorzio. La comunicazione segreta di Wolsey con la Regina viene poi scoperta da Cromwell ed il Cardinale viene accusato di alto tradimento ed arrestato da Charles Brandon. Ora che la sua caduta in disgrazia è completa, il Cardinale Wolsey, dopo aver fatto ammenda del suo stile di vita decadente ed aver pregato Dio di avere pietà della sua anima, si suicida nella cella in cui era imprigionato prima di partire per Londra. Anna Bolena coinvolge Enrico in un incontro sessuale, ma lo costringe, alla fine, ad effettuare un coitus interruptus per evitare di rimanere incinta, facendo così infuriare Enrico che se ne va via frettolosamente.